# تشارلز ر. تراين
تشارلز ر. تراين هو قاضي ومحامي وسياسي أمريكي، ولد في 18 أكتوبر 1817 في فرامينغهام في الولايات المتحدة، وتوفي في 28 يوليو 1885 في كونواي في الولايات المتحدة. نشط حزبياً في الحزب الجمهوري. وقد انتخب عضو مجلس نواب ماساتشوستس ‏ وانتخب عضو مجلس النواب الأمريكي ‏.